# Miasto w lustrach
Miasto w lustrach – debiutancki arkusz poetycki Olgi Tokarczuk, wydany w 1989 r.
Arkusz Miasto w lustrach ukazał się jako dodatek serii wydawniczej do październikowego (10/1989) numeru miesięcznika społeczno-literackiego „Okolice”, wydawanego przez Radę Krajową Korespondencyjnego Klubu Młodych Pisarzy przy Zarządzie Głównym ZSMP w Warszawie. Zawierał 19 stron.

Dla niektórych autorów kojarzonych z prowincją ważne było w latach osiemdziesiątych [XX w.] uczestnictwo w działalności Korespondencyjnego Klubu Młodych Pisarzy i publikowanie w miesięczniku tej organizacji, w „Okolicach”. Tam jako poetka ujawniła się Olga Tokarczuk. Karol Maliszewski